# Auf dem Kölnberg

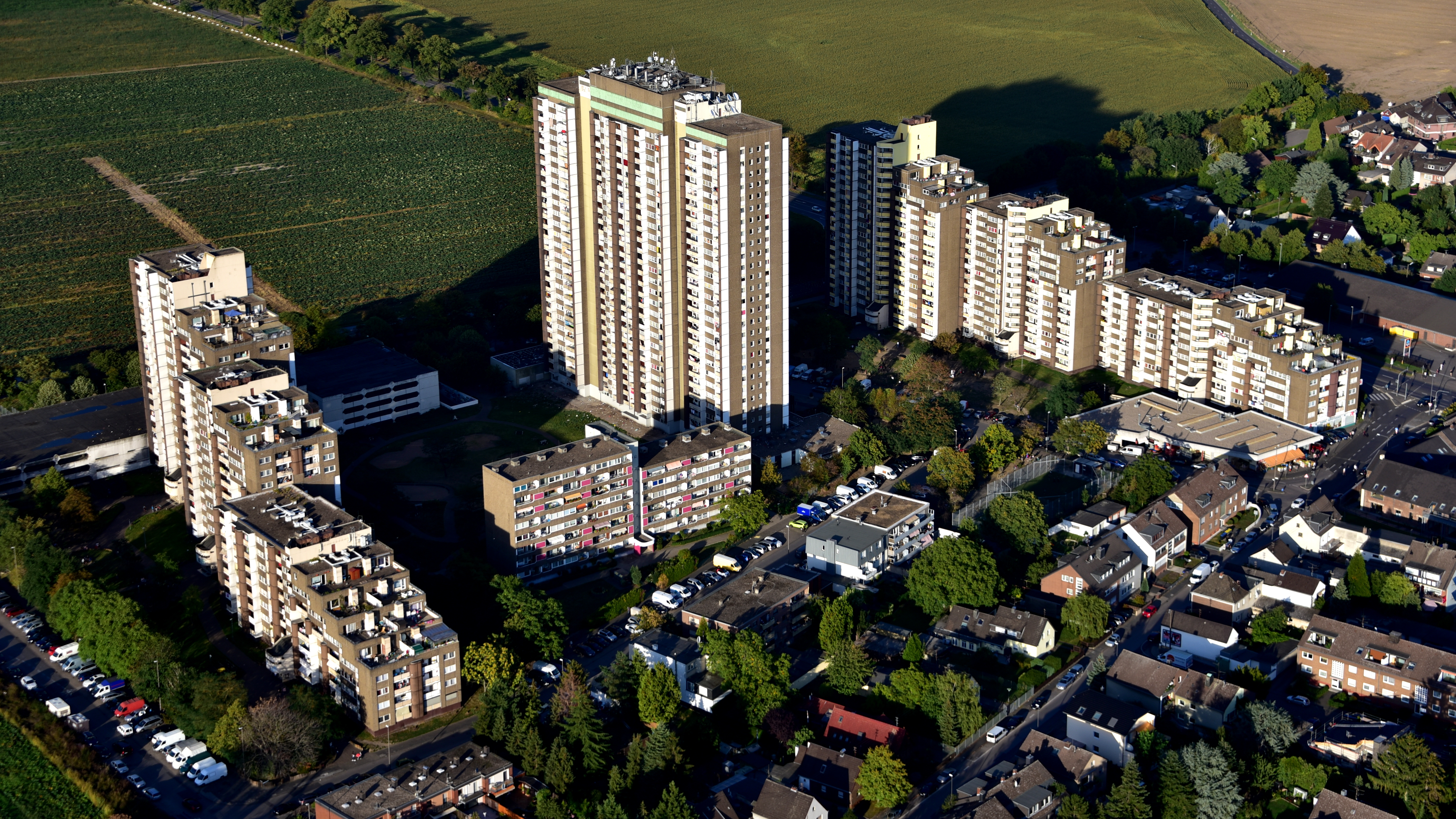
Luftaufnahme des Hochhauskomplexes (2019)

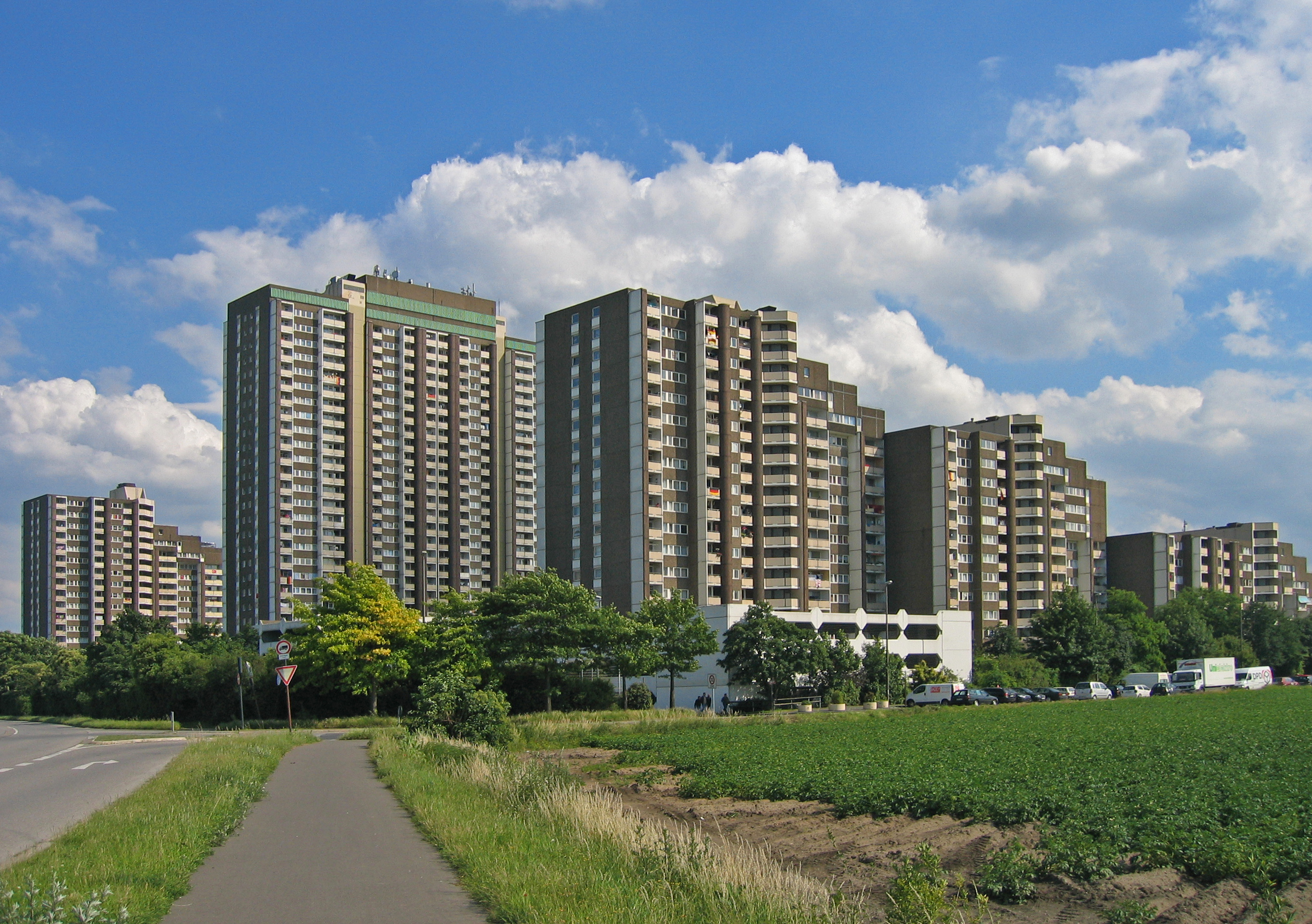
Westblick auf den Hochhauskomplex (2008)

Auf dem Kölnberg oder einfach nur Kölnberg ist der umgangssprachliche Name eines 1973 erbauten Hochhauskomplexes von neun Gebäuden im äußeren Kölner Stadtteil Meschenich im Bereich der dortigen Straßen An der Fuhr, Am Rondorfer Pfad und Alte Brühler Straße. Die Gebäude haben bis zu 26 Etagen und zählen 1318 Wohneinheiten zwischen 29 und 120 Quadratmetern Wohnfläche. In dem Hochhauskomplex leben etwa 4100 Menschen aus über 60 Nationen.

## Entwicklung
Ursprünglich war der Hochhauskomplex unter dem Namen Wohnpark auf dem Kölnberg als hochwertiges Immobilienprojekt im Rahmen eines Bauherrenmodells konzipiert. Jedes Haus besaß einen eigenen Hausmeister, Waschmaschinen und Wäschetrockner mit Münzbetrieb, zwei Aufzüge sowie Müllschlucker auf allen Etagen. Innerhalb des Hochhauskomplexes gab es ein Schwimmbad mit Saunabereich, einen Tennisplatz und einen kleinen Fußballplatz, ein Parkhaus und eine Tiefgarage, einen Kindergarten sowie verschiedene Geschäfte des täglichen Bedarfs. Hierzu zählten ein Supermarkt, eine Apotheke, eine Bankfiliale, eine Wäscherei, eine Bäckerei, ein Blumenladen und ein Kiosk.
Die Vermietung der überwiegend als Kapitalanlage vorgesehenen Wohnungen ging nach der Fertigstellung des Hochhauskomplexes 1974 allerdings nur schleppend voran. Ein Grund war auch die im restlichen Stadtteil Meschenich schwach ausgebaute Infrastruktur und die damit zum Kölner Stadtzentrum oder der benachbarten Stadt Brühl als zu abgelegen empfundene Lage. Relativ schnell wurden leerstehende Wohnungen aus diesem Grund an finanzschwache Mieter vergeben. Die sozioökonomischen Unterschiede unter den Bewohnern und ein zunehmender Zuzug ebenfalls finanzschwacher Migranten führte schließlich zu vermehrten Auszügen der ursprünglich als Zielgruppe vorgesehenen Mieter sowie teils illegaler Untervermietung. Heute gilt der Hochhauskomplex als sozialer Brennpunkt.
Bei der Bundestagswahl 2013 bildete der Hochhauskomplex den eigenen Kölner Stimmbezirk 21304 (Wahlkreis 94 / Köln II). In den begleitenden Strukturdaten der Stadt Köln ist der Migrantenanteil des Stimmbezirks mit 61,8 Prozent angegeben und damit so hoch wie in keinem anderen Kölner Stimmbezirk. Lediglich 1135 Einwohner (27,7 Prozent) waren zur Teilnahme an der Wahl berechtigt. Tatsächlich beteiligten sich 309 Wahlberechtigte an der Wahl, Briefwähler nicht eingerechnet. Das entspricht einer Wahlbeteiligung von nur 27,3 Prozent.

## Sonstiges
Der Hochhauskomplex, dessen Wohnungen seit 2010 kontinuierlich von zwei Großinvestoren aufgekauft werden, ist regelmäßig Schauplatz für Dreharbeiten verschiedener Film- und Fernsehproduktionen sowie Handlungs- und Wohnort der Protagonistin der Fernsehserie Danni Lowinski.
Der 2014 abgedrehte Film Am Kölnberg von Robin Humboldt und Laurentia Genske begleitet vier Bewohner der Hochhaussiedlung über einen Zeitraum von zwei Jahren.